# NGC 5170
NGC 5170 је спирална галаксија у сазвежђу Девица која се налази на NGC листи објеката дубоког неба.
Деклинација објекта је - 17° 57' 55" а ректасцензија 13h 29m 48,8s. Привидна величина (магнитуда) објекта NGC 5170 износи 11,4 а фотографска магнитуда 12,1. Налази се на удаљености од 30,879 милиона парсека од Сунца. NGC 5170 је још познат и под ознакама MCG -3-34-84, UGCA 360, ESO 576-65, IRAS 13271-1742, PGC 47394, FGC 1626, PGC 47396.